# أليكس ليجين
أليكس ليجين (بالإنجليزية: Alex Legion)‏ مواليد 16 نوفمبر 1988 في ديترويت، هو لاعب كرة سلة أمريكي. بدأ مسيرته الاحترافية في سنة 2012. يلعب مع فريق فورتيتودو بولونيا. يبلغ طوله 6 قدم 5 بوصة (2.0 م).

## المسيرة الاحترافية
لعب مع روزيتو شاركز في الدوري الإيطالي في موسم 2013–2014، ثم لعب مع الحكمة اللبناني في سنة 2014، ثم لعب مع فيولا ريدجو كالابريا في الدوري الإيطالي في موسم 2016–2017، ثم لعب مع فورتيتودو بولونيا في سنة 2017.

## روابط خارجية
- أليكس ليجين على موقع الاتحاد الدولي لكرة السلة (الإنجليزية)
- أليكس ليجين على موقع كرة السلة الأوروبية.كوم (الإنجليزية)
- أليكس ليجين على موقع كلية كرة السلة في سبورتس رفرنس.كوم (الإنجليزية)
- أليكس ليجين على موقع ريلجم (الإنجليزية)
- أليكس ليجين على موقع بروبوليرز (الإنجليزية)
- أليكس ليجين على موقع سبورتس رفرنس (الإنجليزية)